# Perly-Certoux
Perly-Certoux är en kommun i kantonen Genève, Schweiz. Kommunen har 3 194 invånare (2023).
Kommunen består av orterna Perly och Certoux.